# 西湖街道 (开封市)
西湖街道是中华人民共和国河南省開封市龙亭区下辖的一个街道办事处。

## 行政区划
西湖街道下辖以下村级行政区划单位：
横堤铺社区、阎砦社区、瞿家砦社区、野场社区、斗门社区、森林半岛社区、橄榄城社区、西湖社区。